# Studi cinematografici Dovzhenko
Gli Studi Cinematografici Dovzhenko (ucraino: Національна кіностудія художніх фільмів імені О. Довженка, romanizzato: Natsionalna kinostudiia khudozhnikh filmiv imeni O. Dovzhenka) sono un ex studio di produzione cinematografica sovietico, situato nella Repubblica Socialista Sovietica Ucraina e in Ucraina, che prese il nome dal produttore cinematografico sovietico Oleksandr Dovzhenko nel 1957. Con il crollo dell'Unione Sovietica, lo studio divenne proprietà del governo ucraino. Nel 2000, lo studio cinematografico fu insignito dello status nazionale.

## Storia
Gli studi ebbero inizio negli anni Venti, quando la Direzione Fotocinematografica dell'Ucraina (VUFKU) annunciò una proposta di progetto per la costruzione di una fabbrica cinematografica nel 1925. Tra venti progetti, fu scelto quello di Valerian Rykov, che guidò il suo gruppo di architetti, composto da studenti del Dipartimento di Architettura dell'Istituto d'Arte di Kiev, per la costruzione degli Studi Cinematografici O. Dovzhenko a partire dal 1927. Al tempo, essi costituivano i più grandi studi della Repubblica Socialista Sovietica Ucraina. Sebbene i padiglioni per le riprese fossero ancora incompiuti un anno dopo, la produzione cinematografica era già iniziata. Numerose targhe commemorative sono presenti all'interno degli studi in memoria dei molti produttori cinematografici che vi avevano lavorato in passato. Un padiglione cinematografico è denominato Shchorsivskyi, perché qui Oleksandr Dovzhenko girò il suo film "Shchors". Quest'area degli studi viene attualmente utilizzata come museo.